# Liste des épisodes de Tom et Jerry Tales
Cette page recense la liste des épisodes de la série télévisée d'animation Tom et Jerry Tales.

## Saison 1: 2006-2007
| Numéro | Thème                    | Diffusion USA     | Diffusion FR     | Code Prod. | Titre (français / original) et Résumé |
| ------ | ------------------------ | ----------------- | ---------------- | ---------- | --- |
| 1      | Animaux N°1              | 23 septembre 2006 | 26 décembre 2006 | 110        | Bigre, un tigre (Tiger Cat) Tom et Jerry sont au zoo. Lors d'une course-poursuite avec Jerry, Tom, pour lui échapper, se déguise en tigre. Mais, quand le vrai tigre apparaît, Tom reçoit une sacrée leçon... Le zoo des zozos (Feeding Time) Tom est recruté par le zoo où il doit travailler sous les ordres de Spike... Guerre polaire (Polar Peril) Tom et Butch doivent échapper à la vigilance de l'ami ours polaire de Jerry afin d'attraper la souris... |
| 2      | Milieux urbains          | 30 septembre 2006 | 27 décembre 2006 | 109        | Un voiturier pas très futé (Joy Riding Jokers) Spike prend Tom et Jerry pour des voituriers et leur confie les clés de sa voiture... L'embarras du chat (Cat Got Your Luggage?) Quand Tom se voit confier la gestion d'un hôtel de luxe, Jerry essaie de faire de ce travail un véritable cauchemar... L'ennemi à la déchèterie (City Dump Chumps) À la décharge, Jerry est pris entre Tom et son rival Butch, qui se battent pour la souris... |
| 3      | Musique                  | 7 octobre 2006    | 28 décembre 2006 | 108        | Des artistes par tristes (Way-Off Broadway) Une bataille sans merci débute entre Tom et Jerry, artistes de rue... La guerre aux œufs (Egg Beats) Jerry écoute sans arrêt du hip hop. Cette musique a un effet étonnant sur les poules de Tom : elles pondent trop d'œufs... Un tonton à la maison (Cry Uncle) L'oncle de Jerry, qui a le coeur brisé, s'installe chez les deux compères qu'il noie sous sa mélancolie... |
| 4      | Halloween N°1            | 28 octobre 2006   | 29 décembre 2006 | 102        | Une chauve-souris pas si chauve (Bats What I Like About the South) Près d'un cimetière, Tom et Jerry font de la course-poursuite comme d'habitude. Quand Jerry entre dans un manoir et qu'il essaie de sortir, Tom l'effraie façon vampire. Dans le salon, Tom casse accidentellement un poteau dont un morceau du plafond tombe sur Jerry. Alors que Tom croyait Jerry mort, Jerry, couvert de poussière, trouve dans un miroir une chauve-souris qui lui ressemble étrangement, à part les ailes. Pour faire peur à Tom, Jerry lui fait croire qu'il est un fantôme. Un dimanche tranquille (Friday Cat Scat) Alors que Tom perturbe la vie tranquille de Jerry, la souris tente de l'effrayer... Tom et Jerry en Égypte (Tomb It May Concern) En Égypte, Tom le pilleur de tombes, rencontre une momie... |
| 5      | Préhistoire              | 4 novembre 2006   | 30 décembre 2006 | 111        | Mon dino de compagnie (Din-O-Sores) Un tikki rikiki (Freaky Tiki) Préhystérique (Prehisterics) |
| 6      | Electronique Technologie | 11 novembre 2006  | 31 décembre 2006 | 104        | Le combat des gigas (Digital Dilemma) Aïe robot (Hi, Robot) Un chat à réaction (Tomcat Jetpack) Alors que Tom, Jerry et Spyke se poursuivent, une camionnette roule sur une bosse et laisse tomber un jetpack. Comme il est parfaitement à la taille de Tom, le chat s'envole dans les airs et cause désordre et dévastation. Comment faire pour l'arrêter ? Jerry a sa petite idée... |
| 7      | Moyen Âge                | 3 février 2007    | 4 février 2007   | 103        | Tom, chasseur de dragon (Fire Breathing Tom Cat) Voyage au Moyen Âge (Medieval Menace) Qui vivra, verra des rats (The Itch) |
| 8      | Hiver N°1                | 10 février 2007   | 11 février 2007  | 101        | Le pire Noël (Ho, Ho Horrors) Le toutou casse-cou (Dog-Gone Hill Hog) Hystériques de l'Antarctique (Northern Light Fish Fight) |
| 9      | Espace Science Fiction   | 17 février 2007   | 18 février 2007  | 106        | Le martien taquin (Cat Nebula) Le dindon de la farce (Martian Mice) La course à la Lune (Spaced Out Cat) |
| 10     | Plage Ocean              | 24 février 2007   | 25 février 2007  | 107        | La sirène de mon cœur (Octo Suave) Trêve estivale (Beach Bully Bingo) La carte au trésor (Treasure Map Scrap) |
| 11     | Chantiers Construction   | 3 mars 2007       | 25 mars 2007     | 112        | Une construction béton (Destruction Junction) La maison de mes rêves (Battle of the Power Tools) Le marteau-piqueur félin (Jackhammered Cat) |
| 12     | Félidés                  | 28 avril 2007     | 29 avril 2007    | 113        | Le chat mécanique (Tin Cat of Tomorrow) Un félidé musclé (Beef Cat Tom) Tom superstar (Tom Cat, Superstar) |
| 13     | Promenade                | 5 mai 2007        | 23 mai 2007      | 105        | Le chat et les piranhas (Piranha Be Loved (By You)) La maison des frissons (Spook House Mouse) Abracapatatra (Abracadumb) |

## Saison 2: 2007-2008
| Numéro | Thème                            | Diffusion USA     | Diffusion FR                     | Code Prod. | Titre (français / original) et Résumé |
| ------ | -------------------------------- | ----------------- | -------------------------------- | ---------- | --- |
| 14     | Super-héros Super-pouvoirs       | 22 septembre 2007 | rentrée 2007 12 janvier 2009     | 202        | Les chevaliers de l'arc-en-ciel (More Powers to You) Attrape-moi si tu peux (Catch Me Though You Can't) Super Tom (Power Tom' |
| 15     | Magie                            | 29 septembre 2007 | 13 juillet 2008 9 février 2009   | 201        | Cantonais ennemis (Zent Out of Shape) Le sous-doué de la lampe (I Dream of Meanie) Sorcières en colère (Which Witch!) |
| 16     | Animaux domestiques              | 6 octobre 2007    | 19 juillet 2008 23 mars 2009     | 203        | Présentez votre animal domestique (Don't Bring Your Pet to School Day) La propriétaire de Tom l'emmène à l'école et lui demande de bien se comporter pour remporter un concours du meilleur animal domestique. Mais Jerry va l'en empêcher. Il libère un crapaud pour que Tom le poursuit mais sa propriétaire gronde Tom. Tom finit par remporter le concours. Le concours félin (Cat Show Catastrophe) L'homme qui murmure à l'oreille des chats (The Cat Whisperer with Casper Lombardo) |
| 17     | Animaux N°2                      | 13 octobre 2007   | 27 septembre 2008 6 avril 2009   | 204        | L'affamé qui venait du froid (Adventures in Penguin Sitting) Mon ami l'aigle (Cat of Prey) Amour tropical (Jungle Love) |
| 18     | Halloween N°2                    | 27 octobre 2007   | 4 octobre 2008 25 mai 2009       | 205        | L'invasion des profanateurs de frigo (Invasion of the Body Slammers) La convention des monstres (Monster Con) La forêt maudite (Over the River and Boo the Woods) |
| 19     | Activités extérieures            | 3 novembre 2007   | 8 novembre 2008 17 décembre 2009 | 206        | Tom & Jerry sportifs de l'extrême (Xtreme Trouble) Tom maître nageur (A Life Less Guarded) Le sasquatch (Sasquashed) |
| 20     | Alliance contre l'ennemi         | 10 novembre 2007  | 22 novembre 2008 1 janvier 2010  | 207        | La guerre du potager (Summer Squashing) La ligue des chats (League of Cats) Tel est pris qui croyait prendre (Little Big Mouse) |
| 21     | Sports                           | 1 décembre 2007   | 9 janvier 2010 6 décembre 2010   | 208        | Le fou du foot (Bend It Like Thomas) Le concours de surf (Endless Bummer) Jeu set et match (Game Set Match) |
| 22     | Histoire                         | 8 décembre 2007   | 11 février 2010 1 janvier 2011   | 209        | La déclaration d'indépendance (The Declaration of Independunce) La souris volante (Kitty Hawked) Une souris en or (24 Karat Kat) |
| 23     | Hiver N°2                        | 2 février 2008    | 18 mars 2010 22 février 2011     | 210        | Hockey vs Patinage artistique (Hockey Schtick) La bataille de boule de neige (Snow Brawl) L'abominable souris des neiges (Snow Mouse) |
| 24     | Musique et Culture               | 9 février 2008    | 29 avril 2010 25 mars 2011       | 211        | DJ Jerry (DJ Jerry) Le blues de Tom (Kitty Cat Blues) Le fiasco du flamenco (Flamenco Fiasco) |
| 25     | Animaux du monde                 | 8 mars 2008       | 13 mai 2010 3 avril 2011         | 212        | Mes ancêtres les lions (You're Lion) Kan gourou (Kangadoofus) Monnaie de singe (Monkey Chow) |
| 26     | Rôles inversés Prédateur / Proie | 22 mars 2008      | 14 mai 2010 9 avril 2011         | 213        | Le Jeu du chat et de la souris (Game of Mouse & Cat) Tom & Jerry baby sitters (Babysitting Blues) Le poisson-chat de gouttières (Catfish Follies) |